# Andrija Pavlović
Andrija Pavlović (Servisch: Андрија Павловић) (Belgrado, 16 oktober 1993) is een Servisch voetballer die speelt als aanvaller.

## Carrière
Pavlović maakte zijn profdebuut voor FK Rad Beograd, hij speelde er tussen 2011 en 2013 maar werd in die periode ook twee keer uitgeleend aan FK Palić en FK BASK. Hij tekende in 2014 bij FK Čukarički waar hij twee seizoen speelde en in 2015 de beker mee veroverde. In 2016 tekende hij een contract bij FC Kopenhagen, hij won in 2017 zowel de landstitel als de beker, hij verliet de club in 2018 voor Rapid Wien. In het seizoen 2019/20 werd hij uitgeleend aan APOEL Nicosia. Hij werd in september 2020 verkocht aan de Deens club Brøndby IF.
Hij speelde vijf interlands voor het Servië, waarin hij niet kon scoren.

## Erelijst
- FK Čukarički
  - Servische voetbalbeker: 2015
- FC Kopenhagen
  - Landskampioen: 2017
  - Deense voetbalbeker: 2017